# Olmillos de Castro
Olmillos de Castro – gmina w Hiszpanii, w prowincji Zamora, w Kastylii i León, o powierzchni 71,39 km². W 2011 roku gmina liczyła 281 mieszkańców.